# Menella praelonga
Menella praelonga is een zachte koraalsoort uit de familie Plexauridae. De koraalsoort komt uit het geslacht Menella. Menella praelonga werd in 1884 voor het eerst wetenschappelijk beschreven door Ridley. 